# CH–34 Choctaw
A Sikorsky CH–34 Choctaw egy amerikai fejlesztésű és gyártású, csillagmotoros katonai helikopter. Polgári változata a Sikorsky S–58 típusjelölést viseli. Tervezésére az amerikai haditengerészet adott megbízást, elsődleges feladata a tengeralattjárók elleni hadviselés volt. Kisebb mennyiséget rendelt a hadsereg és széleskörűen használta az amerikai tengerészgyalogság is. A típust az 1970-es évek elején vonták ki végleg az amerikai fegyveres erők kötelékéből.